# Theridion limitatum
Theridion limitatum là một loài nhện trong họ Theridiidae.
Loài này thuộc chi Theridion. Theridion limitatum được Ludwig Carl Christian Koch miêu tả năm 1872.